# Thomas Eidem
Bastian Thomas Laurits Eidem, né le 31 janvier 1859 et mort le 22 mars 1954, est un instituteur et homme politique norvégien. 

## Biographie
Il est né à Sykkylven d'un agriculteur Johannes Bastiansen Eidem et de Brit Trulsdotter. Il a été élu représentant du Storting pour les périodes 1913 à 1915, 1916 à 1918 et 1925 à 1927, pour le Parti Libéral. Il a servi en tant que maire de Tromsø de 1900 à 1904, en 1906 et de 1910 à 1913. Il a été nommé borgermester de Tromsø, de 1919 à 1926.